# Phare de Cana Island
Le phare de Cana Island (anglais : anglais : Cana Island Light), est un phare du lac Michigan situé sur Cana Island au nord de Baileys Harbor dans le Comté de Door, Wisconsin.
Ce phare est inscrit au Registre national des lieux historiques depuis le 21 novembre 1976 sous le no 76000201.

## Historique
Ce phare, ainsi que le phare arrière de Baileys Harbor et le phare avant de Baileys Harbor, ont été construits pour remplacer le phare de Baileys Harbor en 1869 et ont été allumés pour la première fois en 1870. À l'origine la tour était en brique, comme les bâtiments annexes. Mais la tour s'est détériorée rapidement en raison des tempêtes et des hivers glacés et, en 1902, un revêtement en acier a été ajouté à la tour pour la protéger de toute détérioration supplémentaire.
Le phare est équipé d'une lentille de Fresnel de troisième ordre fabriquée en France. Auparavant, le feu était alimenté au saindoux, plus tard au kérosène, puis à l'acétylène et maintenant à l'électricité depuis 1945. Le générateur d'origine a été remplacé dans les années 1960, par le réseau local.
Le phare et les quartiers du gardien sont ouverts à la visite par le Door County Maritime Museum (en). Il y a 97 marches en fonte dans l'escalier circulaire menant à la salle de montre.

## Description
Le phare  est une tour circulaire en brique recouverte de tôle d'acier de 24 m de haut, avec une galerie et une lanterne, adossée à une maison de gardiens en brique en deux étages. Le bâtiment est peint en blanc et la lanterne est noire.
Il émet, à une hauteur focale de 27 m, une forte lumière continue blanche. Sa portée est de 17 milles nautiques (environ 31,5 km).
Identifiant : ARLHS : USA-104 ; USCG :  7-21255 .

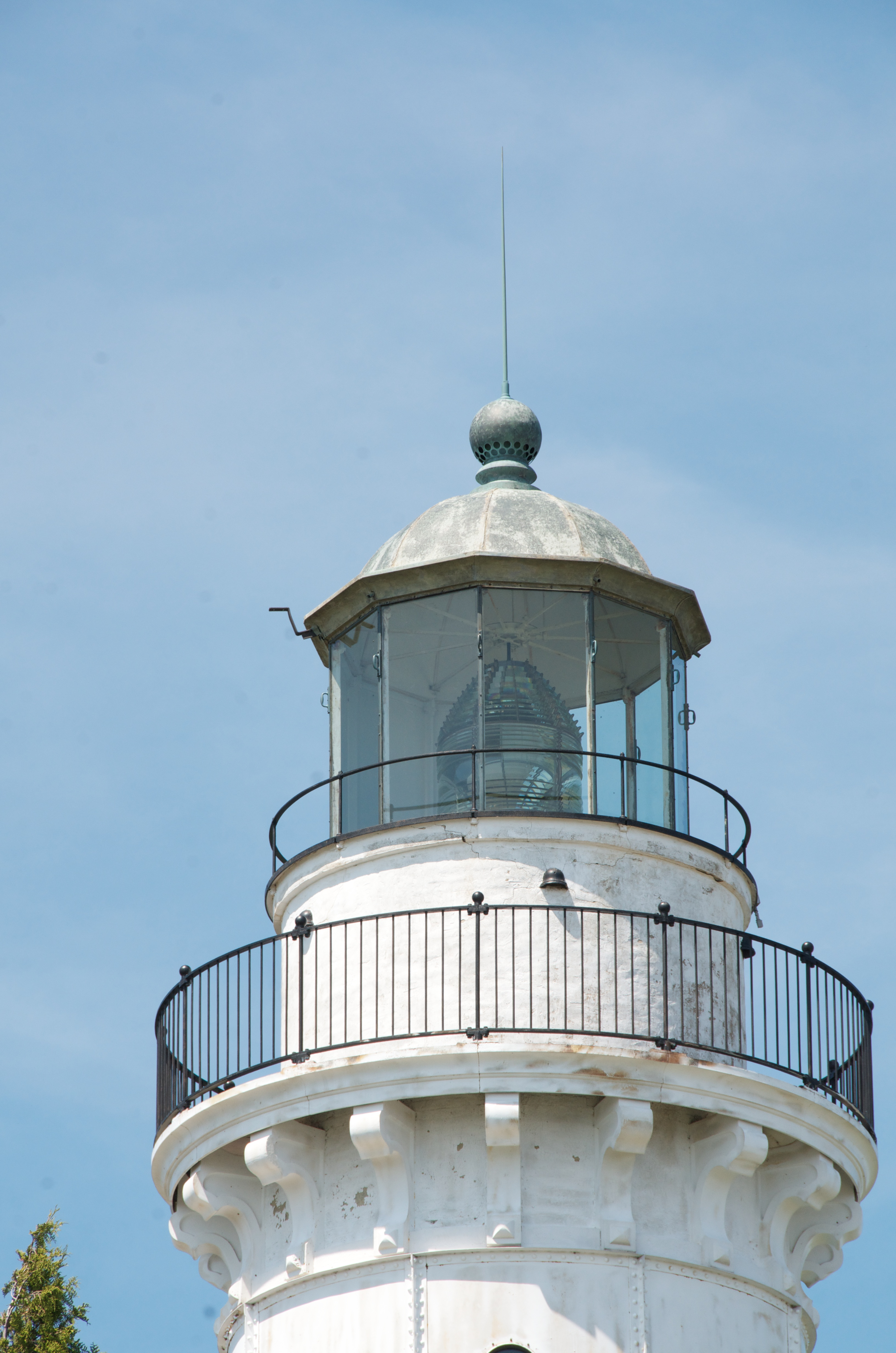
La lanterne
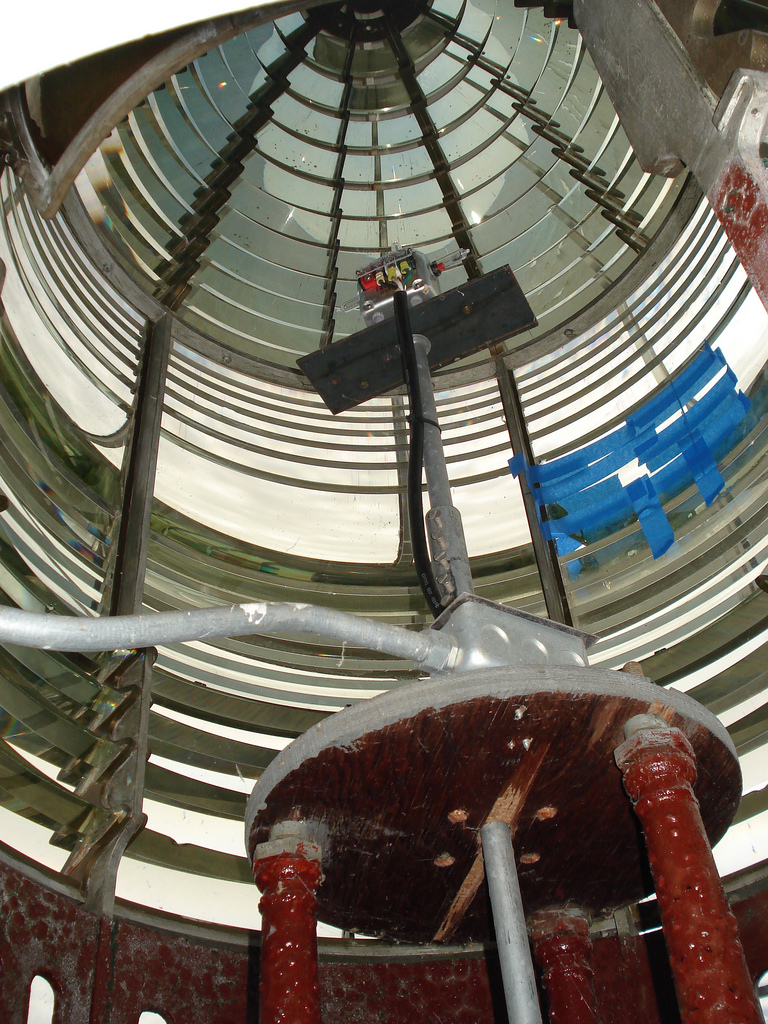
La lentille de Fresnel
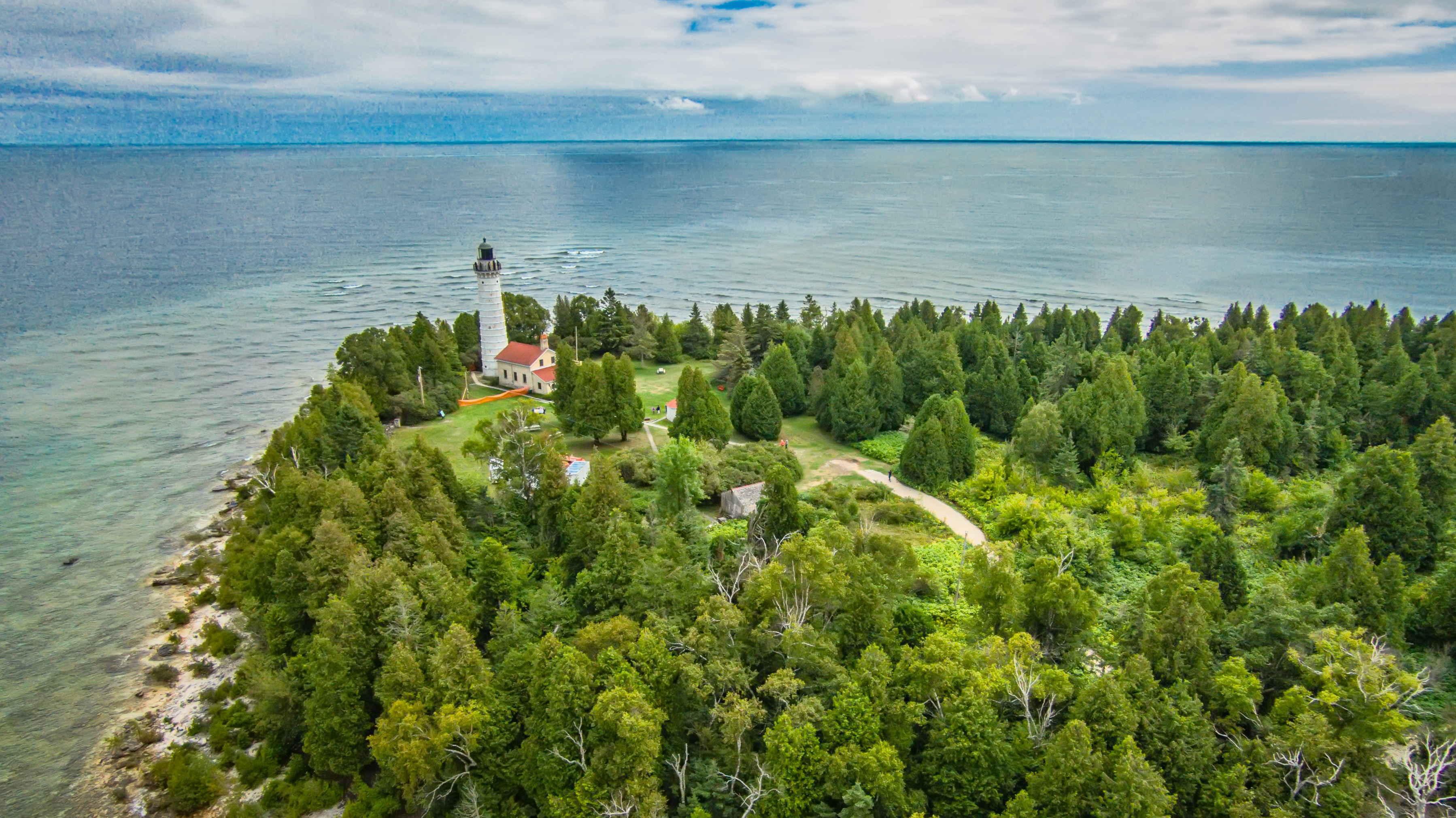
Le phare

### Lien connexe
- Liste des phares du Wisconsin